# Núi Sugarloaf (Florida)
Núi Sugarloaf là điểm cao thứ năm có tên ở tiểu bang Hoa Kỳ Florida. Ở độ cao 312 foot (95 mét) trên mực nước biển, nó cũng là điểm cao nhất trên bán đảo Florida. Núi này nằm ở Quận Lake, gần thị trấn Clermont. Nếu so sánh, điểm cao nhất Florida, đồi Britton, tại Florida Panhandle, đạt 345 foot (105 m) trên mực nước biển. Tuy vậy, núi Sugarloaf là điểm có độ lồi lớn nhất bang.

## Địa lý
Núi Sugarloaf, nằm dọc bờ tây hồ Apopka tại quận Lake, Florida, là chóp cao cực bắc của Lake Wales Ridge, một dãy đồi cát chạy dần xuống phía nam đến quận Highlands. Núi này, mà thực chất là gò với đỉnh tròn kiểu vòm, mọc lên giữa một vùng bằng phẳng. Độ lồi của nó là chừng 245 foot (75 m). Dù không phải điểm cao nhất Florida (cao nhất là đồi Britton gần biên giới với Alabama), đỉnh núi Sugarloaf là điểm có độ lồi lớn nhất toàn bang, và nếu so sánh, lồi hơn hầu hết đồi ở Louisiana và Delaware.

## Lịch sử
Trước thế kỉ XX, núi Sugarloaf nằm giữa một vùng hoang dã phủ rừng thông. Đến thập niên 1920, việc khai thác gỗ đã quét sạch hết cây gỗ lớn, mãi mãi làm biến đổi môi trường địa phương. Cây bụi bắt đầu mọc trên sườn núi. Ngoài ra, người ta còn trồng nho ở mạn nam núi.
Đến thập niên 1940, nho mất mùa do dịch nấm, rồi bị cam thế chỗ. Những trại cam tươi tốt mọc trên sườn núi, là chỗ dựa cho nền kinh tế địa phương cho đến thập niên 1980, khi gió rét dần phá hại mùa màn. Khi nghề trồng cam lụi tàn, núi Sugarloaf được quy hoạch thành vùng dân cư, lấy góc nhìn rộng trên núi làm thế mạnh. Vùng đất lân cận, chủ yếu dọc hồ Apopka, được bảo tồn nhằm mục đích lấy lại cảnh quan trước kia. Chỉ một ít trại cam và vườn nho còn sót lại đến nay.

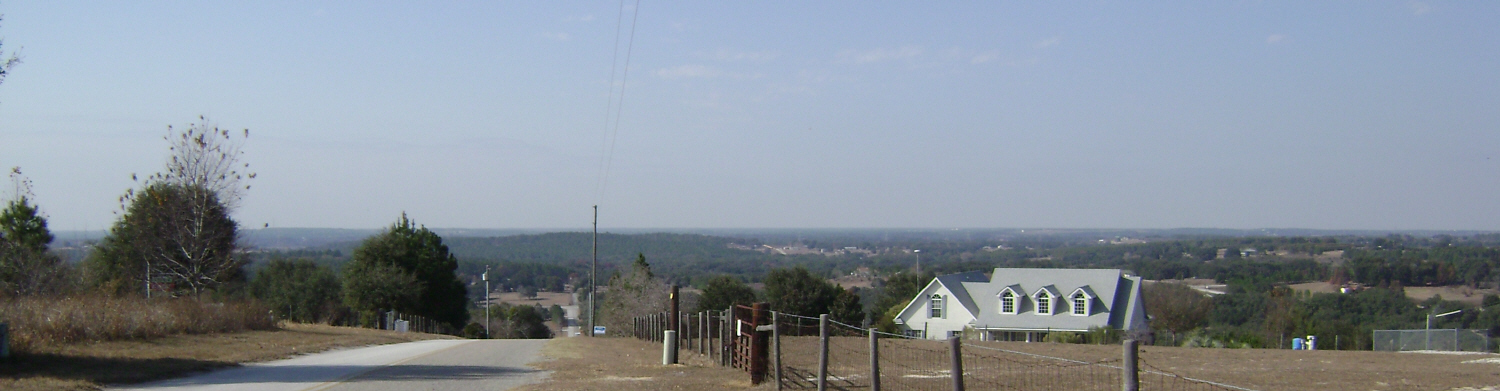
Cảnh nhìn từ đỉnh núi Sugarloaf